# Undine

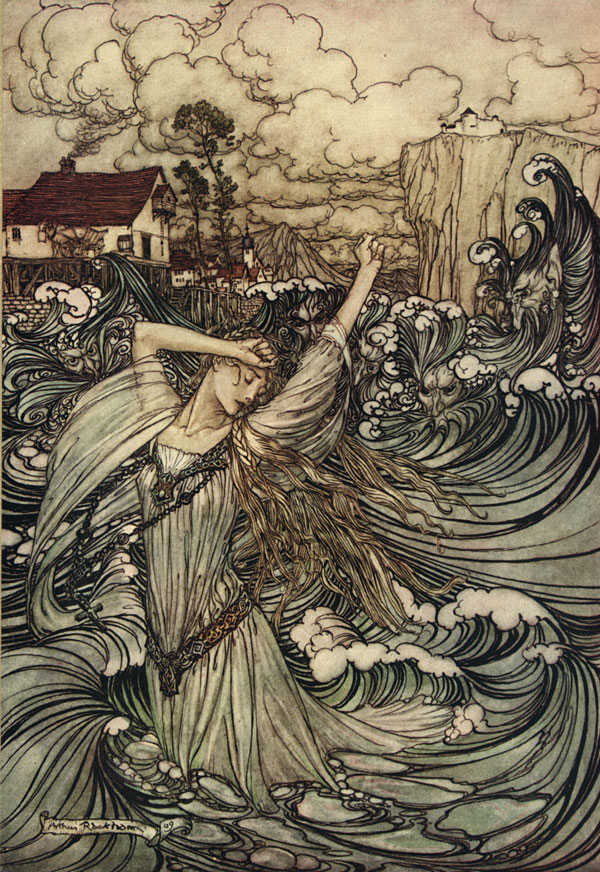
Ilustrace Aathura Rackhama k anglickému vydání z roku 1909

Undine (1811, česky též jako Rusalka) je pohádková novela, kterou napsal německý romantický spisovatel, dramatik a básník Friedrich de la Motte Fouqué. Jedná se o autorovo nejznámější dílo. Je to jedna z mála drobných prací, které z jeho rozsáhlé tvorby přežily dodnes. Novela byla přeloženo do mnoha jazyků a ovlivnila mnoho hudebních, literárních i výtvarných děl.
V novele autor zpracoval motiv tragické lásky víly k člověku, rozšířený v Evropě již od středověku, například v pověsti o Meluzíně, zpracované v Německu do Knížky lidového čtení. Undine stejně jako Meluzína hledá spojení se smrtelným mužem, protože jenom tímto způsobem může získat duši. Bez duše není schopna lásky ani soucitu.

## Obsah novely
Příběh zachycuje muže, který se ocitá mezi skutečnou a nadpřirozenou ženou a je nucen řešit rozpor mezi domovem, znamenajícím bezpečí, a světem imaginace, který jej vzrušuje a láká. Čas děje je neurčitý (pravděpodobně pozdní středověk) stejně jako jeho místo (zámek Ringstetten leží v blízkosti pramenů Dunaje).
Rytíř Huldbrand miluje krásnou šlechtičnu Bertaldu. Předvádí před ní svou statečnost v rytířských kláních, a když mu uloží zkoušku odvahy, podnikne cestu do nebezpečného lesa. Bouře způsobí, že se rozvodní potok, ve kterém se málem utopí. Zachrání se v domku rybáře u jezera, který má překrásnou dceru. Rybář mu vypráví, že jeho skutečná dcera zmizela před patnácti lety v jezeře, a namísto ní, že se u jeho domku objevila tříletá dívka Undine, kterou vychoval. Huldabrand se do ní zamiluje a vezme si jí za ženu. Po svatbě se Undine z náladové dívky změní v jemnou a ohleduplnou ženu. Přizná se, že je ve skutečnosti rusalka. Ty stejně jako ostatní duchové živlů (elementálové) nemají duši a mohou ji získat pouze lidskou láskou. Proto ji její otec, vládce vod, poslal k lidem. Rusalčin manžel musí splnit ještě jednu podmínku – nesmí jí nikdy v blízkosti vody spílat, jinak nad ní znovu živel získá moc a ona se do něj bude muset vrátit.
Huldbrand odjede s Undine a s jejími rodiči nejprve k Bertaldě. Undinin strýc, vodní duch Kühleborn, sdělí Undine, že Bertalda je ve skutečnosti ztracená rybářova dcera. Když toto tajemství Undine odhalí, Bertalda jí podezírá z intrik a brání se svému sociálnímu pádu. Huldbrand pak obě ženy vezme na svůj hrad Ringstetten, kde opět objeví svou lásku Bertaldě. Undine zabrání Kühlebornovi v přístupu na hrad tím, že uzavře vodní kašnu na nádvoří.
Při výletu po Dunaji se na Huldbrandově lodi objeví Kühleborn. Huldbrand se neovládne a rozčilen Undinými vazbami na vodní království poruší podmínku o spílání. Kühleborn pak stáhne Undine do vody. Huldbrand je přesvědčen, že Undine je mrtvá a chce se oženit s Bertaldou. Undie se mu zjeví ve snu a varuje ho, že pokud ji zradí sňatkem s jinou ženou, bude ho muset usmrtit. Huldbrand však varování nedbá a sňatek proběhne. Před svatební nocí Bertalda trvá na tom, že se na nádvoří umyje vodou z fontány, aby omyla své pihy, o kterých je přesvědčena, že potvrzují její plebejský původ. Jakmile je víko fontány odkryto, z fontány vystoupí Undine a Huldbranda svým polibkem usmrtí. Na Huldbrandově pohřbu se Undine zjeví v podobě bílé postavy, která se nakonec změní v pramen vody lemující rytířův hrob. Svého milého tedy symbolicky objímá i po smrti.

## Adaptace a ohlasy v umění

### Hudba

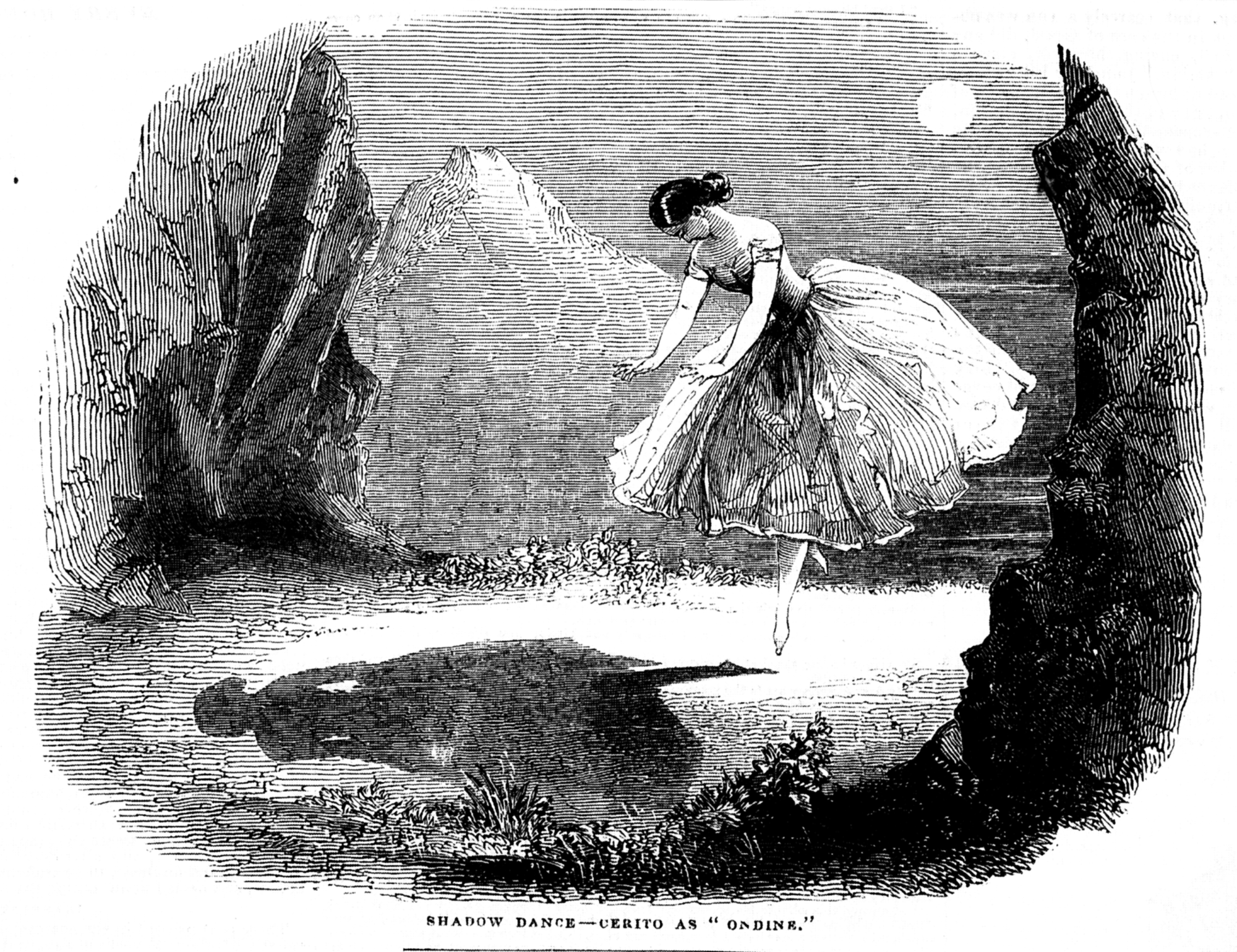
Scéna z baletu Cesara Pugniho z roku 1843

- Undine (1814), opera, opera E.T.A. Hoffmanna, libreto Friedrich de la Motte Fouqué.
- Undine (1830), opera Christiana Friedricha Johanan Girschnera, libreto Friedrich de la Motte Fouqué.
- Ondine (1843), balet, hudba Cesare Pugni.
- Undine (1845), opera Alberta Lortzinga, libreto skladatel.
- Ундина (1847, Undina), opera Alexeje Fjodoroviče Lvova:, libreto Vladimir Alexandrovič Sollogub.
- Ундина (1869, Undina), opera Petra Iljiče Čajkovského, libreto Vladimir Alexandrovič Sollogub (jde o to samé libreto jako pro operu A. F. Lvova).
- Sonata Undine (1882), sonáta Carla Reineckeho.
- Rusalka (1901), opera Antonína Dvořáka, libreto Jaroslav Kvapil.
- Ondine (1911–1913), preludium pro klavír od Claude Debussyho.
- Undine (1958), balet, hudba Hans Werner Henze.

### Literatura

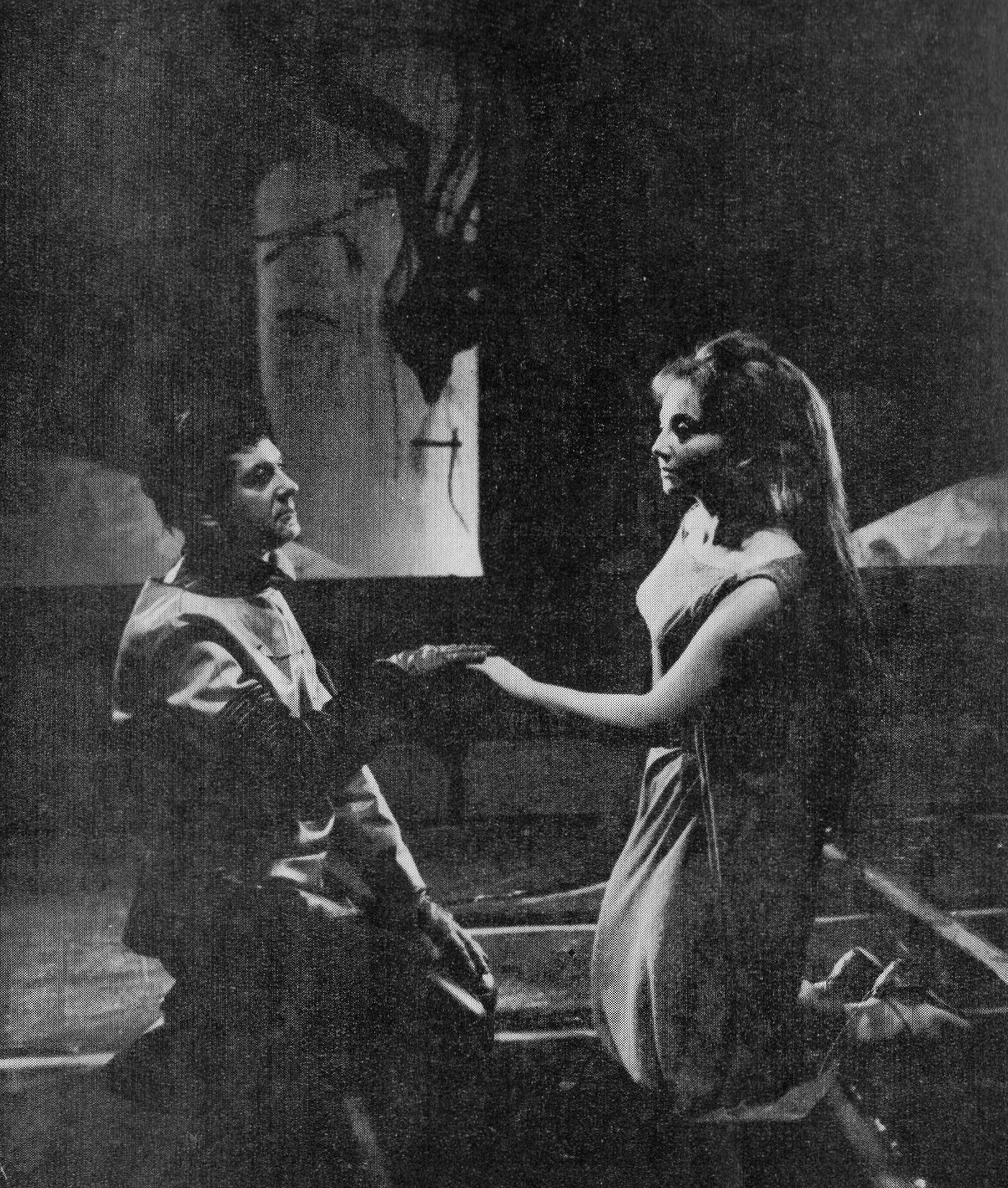
Scéna z Giraudouxovy hry Ondine

### Výtvarné umění
- Undine and Huldbrand (1821), obraz švýcarsko-anglického malíře Henriho Fuseliho.
- Undine (1830), obraz německého malíře Moritze Retsche.
- A Scene from Undine (1843), obraz irského malíře Daniela Macliseho.
- Undine (1846), obraz anglického malíře Williama Turnera.
- Nymphe des Rheins (1855), socha od německého sochaře Ludwiga Schwanthalera.
- Undine (1872), obraz anglického malíře Johna Williama Waterhouseho.
- Dans les vagues, ou Ondine (1889), obraz francouzského malíře Paula Gauguina.
- Ondine (1897), obraz francouzského malíře Henriho Fantina-Latoura.
- Undine (1909), ilustrace k anglickému vydání od Arthura Rackhama.

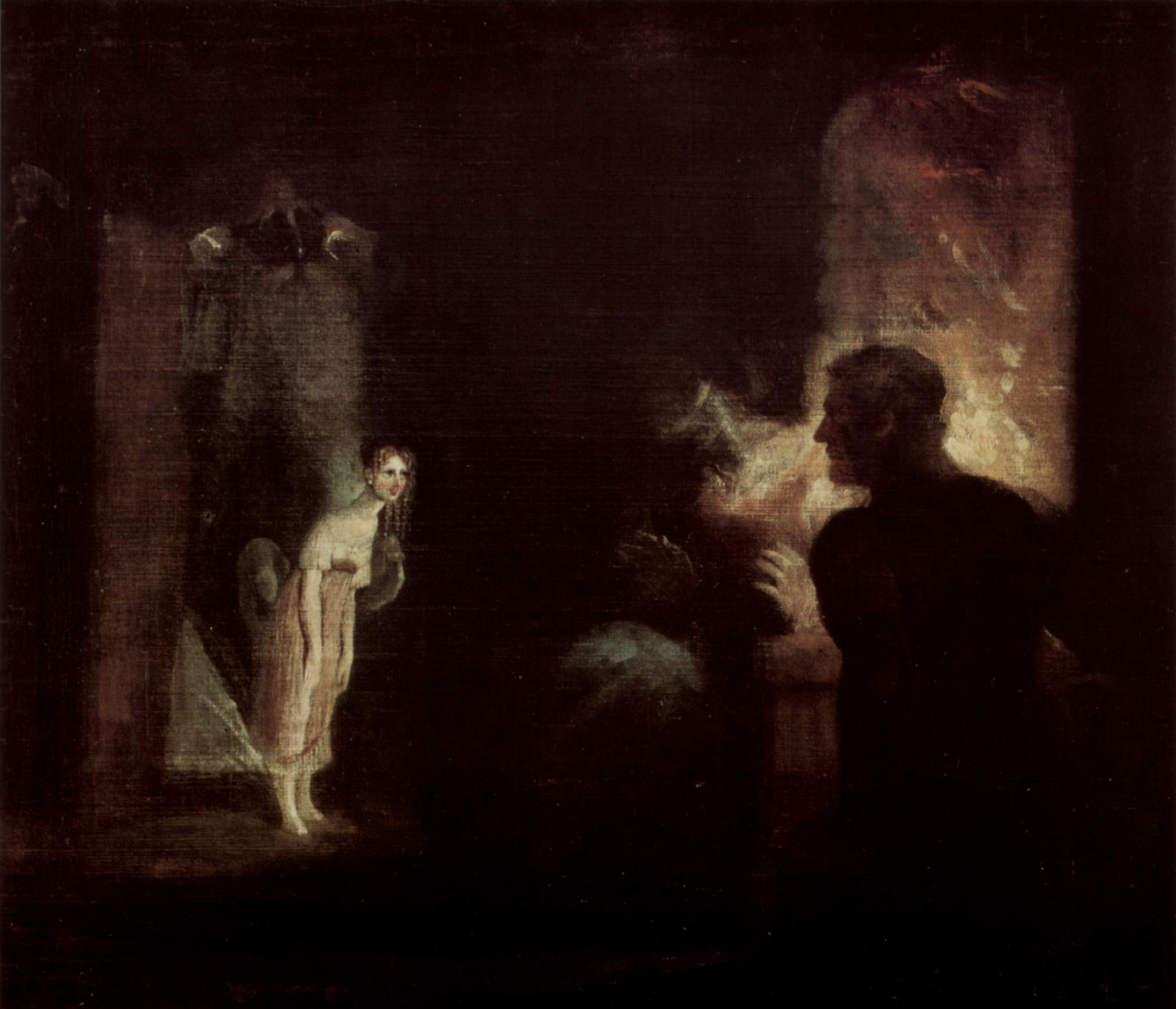
Henry Fuseli: Undine and Huldbrand
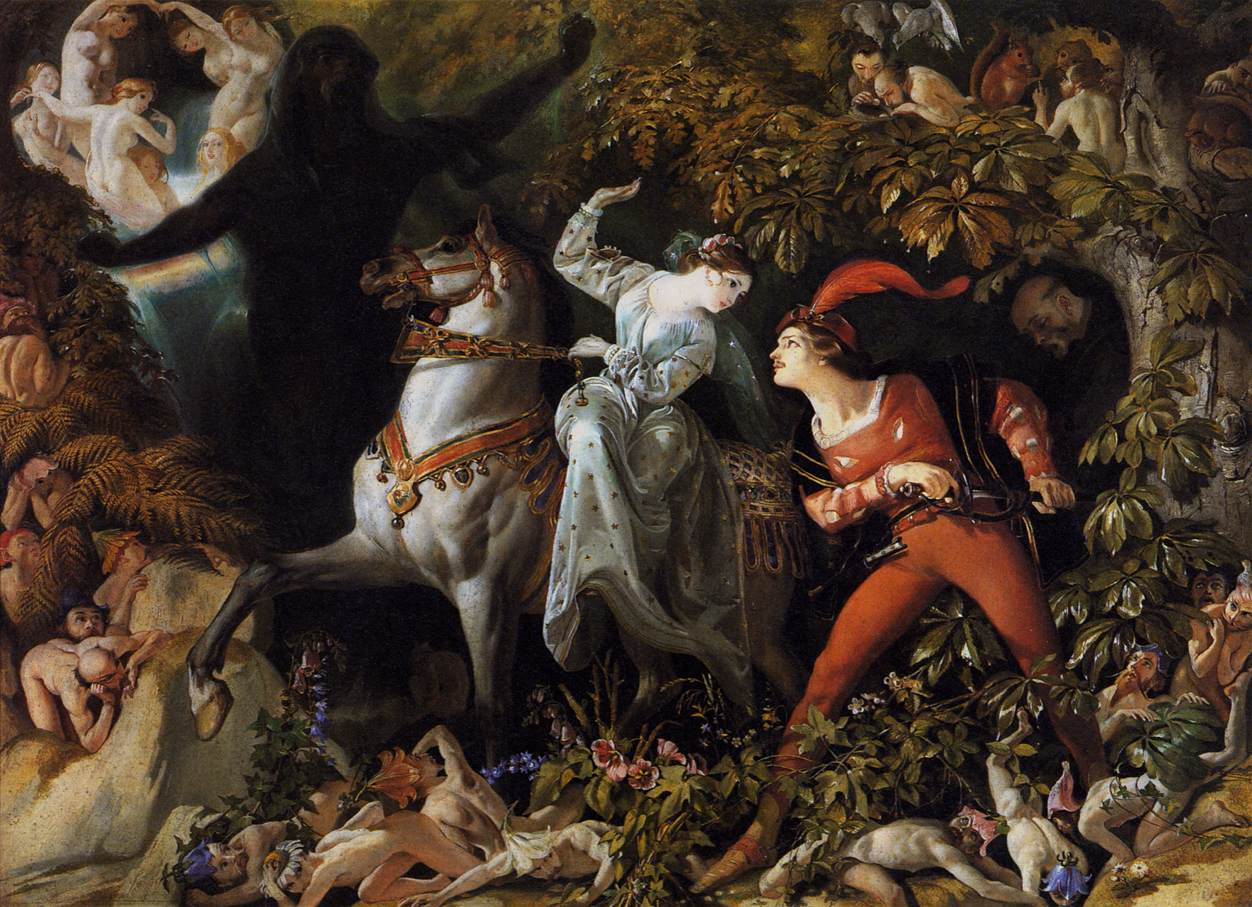
Daniel Maclise: A Scene from Undine
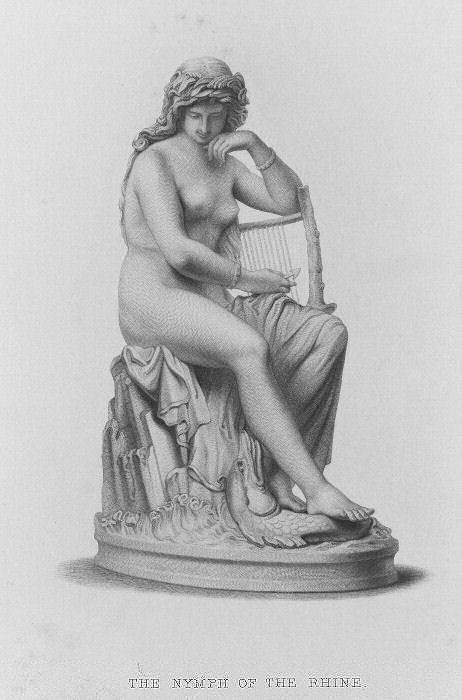
Ludwig Schwanthaler: Nymphe des Rheins
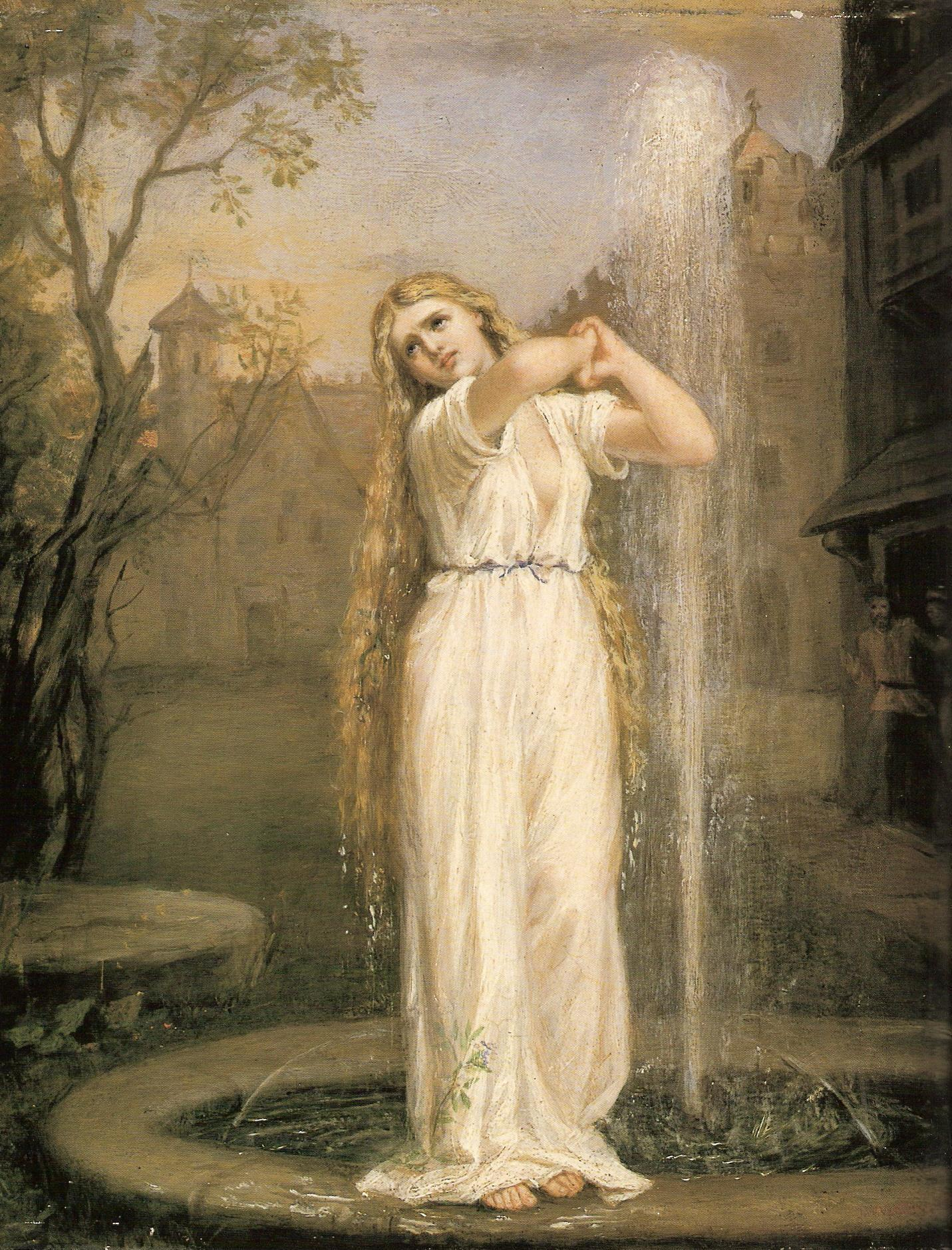
John William Waterhouse: Undine
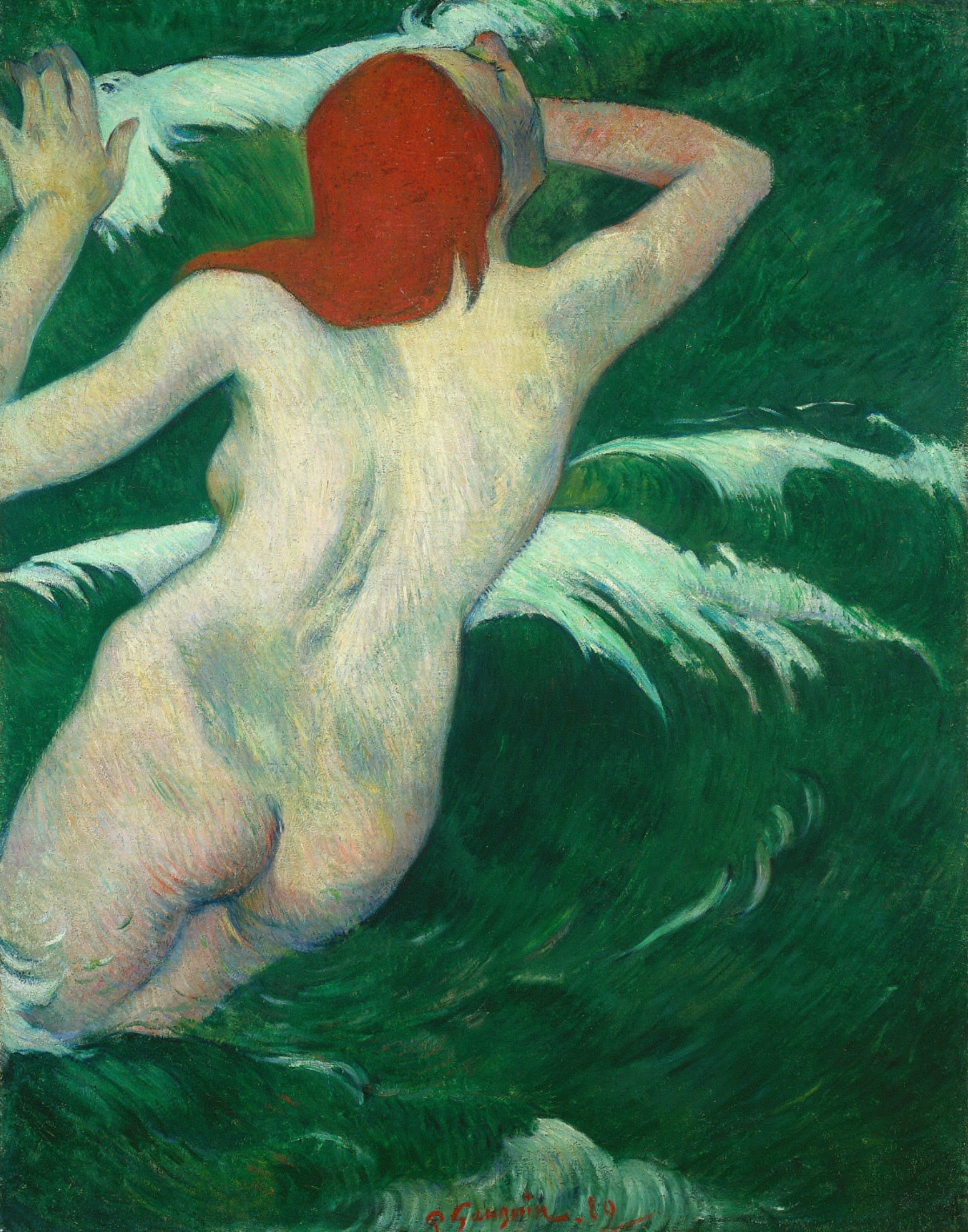
Paul Gauguin: Dans les vagues, ou Ondine

### Film

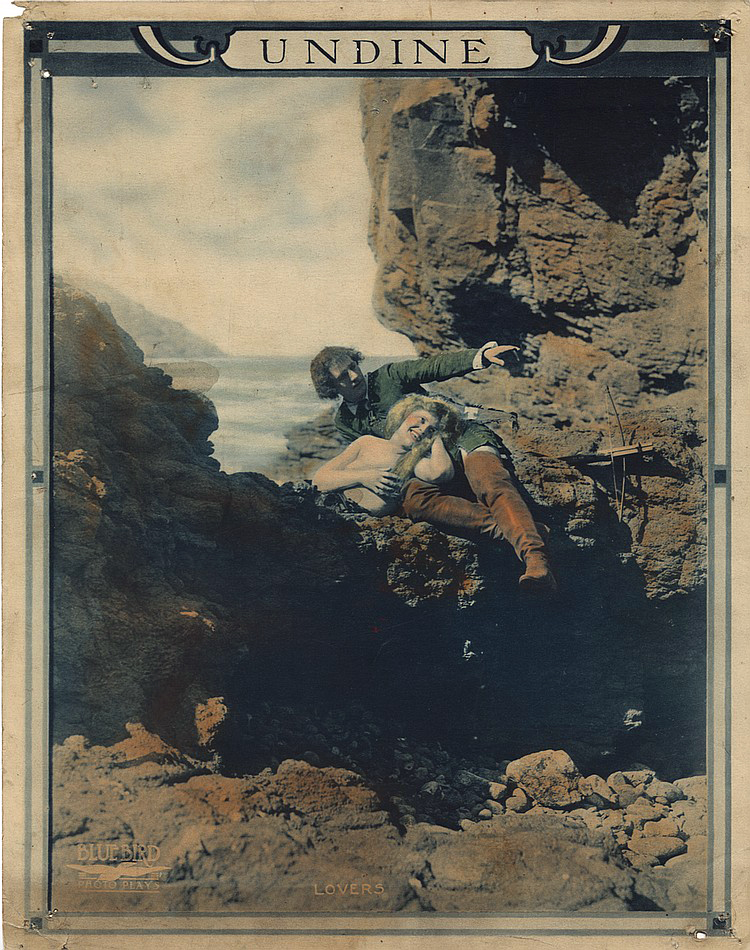
Reklama na němý americký film Undine z roku 1916

- Neptune's Daughter (1912, Neptunova dcera), americký němý film podle Undine, režie Theodore Wharton.
- Undine (1912), americký němý film, režie Lucius Henderson.
- Undine (1916), americký němý film, režie Henry Otto.
- Nixenzauber (1918), německy němý film, režie Hans Neumann.
- Undine (1955), německý televizní film, režie Ludwig Berger.
- Undine 74 (1974), německý film, režie Rolf Thiele.
- Rusalka (1963), české filmové zpracování opery Antonína Dvořáka, režie Václav Kašlík.
- Undine (1965), německý televizní film, režie Peter Beauvais.
- Undine (1969), německý televizní film, režie Herbert Junkers.
- Rusalka (1977), české filmové zpracování opery Antonína Dvořáka, režie Petr Weigl.
- Undine (1992), německý film, režie Eckhart Schmidt.

## Česká vydání
- Undina, Theodor Mourek, Praha 1872, přeložil Jakub Malý.
- Undina, Bohdan Melichar, Hradec Králové 1910, přeložil Jan de la Motte.
- Mužíček Šibeníček; Rusalka, Odeon, Praha 1977, přeložila Anna Siebenscheinová.